# Grzegorz Musiał (poeta)
Grzegorz Musiał (ur. 24 lutego 1952 w Bydgoszczy) – polski poeta, pisarz, tłumacz z języka angielskiego, lekarz, doktor nauk medycznych, specjalista II stopnia w okulistyce.

## Życiorys
Absolwent Akademii Medycznej w Gdańsku. W drugiej połowie lat 70. związany był z formacją poetycką Nowa Prywatność jako członek grupy Wspólność. W latach 80. więzień stanu wojennego, redaktor warszawskiego miesięcznika Res Publica (do 1993 roku) i uczestnik niezależnego życia literackiego w Polsce. W latach 1988–90 stypendysta International Writing Program w Iowa City i Programu Fulbrighta w Waszyngtonie. Po powrocie do Polski w latach 1990-1991 redaktor warszawskiego Tygodnika Literackiego i Potopu, następnie współzałożyciel i z-ca redaktora naczelnego Kwartalnika Artystycznego w Bydgoszczy (od 1992 do 2004). Członek PEN-Clubu i członek założyciel Stowarzyszenia Pisarzy Polskich, współzałożyciel Oddziału SPP w Toruniu i od 2008 do 2010 wiceprezes Zarządu tego oddziału. Był stypendystą w Hawthornden w Szkocji 2004. 
Jego utwory tłumaczono m.in. na jęz. angielski, francuski, niemiecki, hiszpański, rosyjski, rumuński, czeski. W Stanach Zjednoczonych ukazał się wybór jego wierszy pt. Poems of Grzegorz Musiał (Wyd. Fairleigh & Dickinson, Baltimore, 1999). Obecny w antologiach, m.in.: Walter Cummins Shifting Borders. East European Poetries of the Eighties (Fairleigh & Dickinson, 1989), Donald Pirie Young Poets of a New Poland (Londyn 1993), Joachim Campe Matrosen sind der Liebe Schwingen (Frankfurt a. M. und Leipzig, 1994), Karl Dedecius, Panorama der Polnischen Literatur. Poesie (Zürich 1996), Georges Lisowski Vingt-quatre poètes polonais (Paryż 2003).

## Publikacje

### Powieści
- Stan płynny (Kraków 1982)
- Czeska biżuteria (Wydawnictwo Morskie, Gdańsk 1983)
- W ptaszarni (Warszawa 1989)
- Al Fine (Gdańsk 1997)
- Ja, Tamara (Zysk i S-ka Wydawnictwo, Poznań 2020)

### Dzienniki
- Dziennik z Iowa (wyd. I, Warszawa 2000, wyd. II, Poznań 2007)
- Dziennik bez dat (Poznań 2005)
- Dziennik wojny jaruzelskiej (Poznań 2006)

### Poezja
- Kosmopolites (Gdańsk 1980)
- Listy do brata (wydane w podziemiu, Warszawa Przedświt 1983)
- Przypadkowi świadkowie zdarzeń (Warszawa 1986)
- Berliner Tagebuch (Kraków 1989)
- Smak popiołu (Bydgoszcz 1992)
- Kraj wzbronionej miłości (Warszawa 2001)

### Przekłady
- Allen Ginsberg, Skowyt i inne wiersze (1984)
- Allen Ginsberg, Kadysz i inne wiersze (1992)
- Ameryka! Ameryka! (1994)

## Nagrody i wyróżnienia
- Nagroda im. Stanisława Piętaka (1983)
- Nagroda im. S. Wyspiańskiego (1987)
- Nagroda Fundacji im. Kościelskich (1990)
- Medal Prezydenta Bydgoszczy za osiągnięcia w twórczości literackiej (1993)
- Nagroda Biblioteki Raczyńskich (1994)
- Bydgoszczanin Roku 2000
- Nagroda Fundacji Kultury (2001)
- Artysta Roku 2002 w Bydgoszczy
- Bydgoska Nagroda Allianz (wspólnie z zespołem „Kwartalnika Artystycznego”) (2003)